# Годнюк Любов Олексіївна
Годнюк Любов Олесіївна (13 жовтня 1970, Хотин, Чернівецька область) — українська телерадіожурналістка, ведуча, медіа менеджер, заслужений журналіст України (2008), громадський діяч.

## Біографія

### Освіта
- Рівненський державний інститут культури (1993).
- Чернівецький національний університет імені Юрія Федьковича (2012).

### Кар'єра
- 1987 р. — Методист районного будинку культури (Хотин, Чернівецька область).
- 1993 р. — Методист Чернівецького обласного центру народної творчості.
- 1998 р. (червень) — Асистент режисера Чернівецької обласної державної телерадіокомпанії.
- 1998 р. (жовтень) — Редактор відділу інформаційно-публіцистичних передач Головної редакції підготовки радіопередач Чернівецької обласної державної телерадіокомпанії.
- 1999 р. (липень) — Диктор радіомовлення.
- 1999 р. (серпень) — Редактор групи молодіжних передач радіомовлення (молодіжна студія «Символи»).
- 2003 р. — Редактор відділу підготовки передач для дітей і юнацтва телебачення.
- 2005 р.- Завідувач відділу підготовки відео матеріалів на УТ.
- 2005 р. (жовтень) — Головний редактор творчого об'єднання підготовки матеріалів на УТР та забезпечення Інтернет.
- 2007 р. (вересень) — Генеральний директор Чернівецької обласної державної телерадіокомпанії.

### Творчість
Виступає як ведуча і автор багатьох телевізійних і радіопрограм. Авторські програми Л. О. Годнюк «Галицький монастир», «Сповідь», «Хутір Сарата», «Зона відчуження», «Зорі любов», «Нескорені» та інші здобували найпрестижніші призові місця на Всеукраїнських і Міжнародних телерадіофестивалях «Калинові острови». «Разом», «Професіонал ефіру України».
За її ідеями та безпосередньою участю створено ряд програм, які стали призерами багатьох творчих конкурсів та фестивалів: «Калинові острови» — 2013; «Золоте курча» -2013; «Перемогли разом» — 2013; «Здоровим бути вигідно!» — 2013, «Мій рідний край» — 2014, 2015; «Освіта спорт» — 2014; «Кобзар єднає Україну»- 2015; «Калинові мости» — 2015…
Чернівецька обласна державна телерадіокомпанія однією з перших розпочала мовлення онлайн, в Інтернет-мережі та у цифровому форматі

### Громадська діяльність
- Член Національної спілки журналістів України НСЖУ)(2003); голова первинної організації НСЖУ Чернівецької обласної державної телерадіокомпанії; член Міжнародної асоціації журналістів «4 влада» (2015); голова Чернівецької обласної організації Міжнародної асоціації журналістів «4 влада». Учасник волонтерського руху Буковини. Брала участь у навчальному турі для українських журналістів до Брюсселя (Бельгія). На запрошення Ради Європи у складі делегації НСЖУ відвідала Страсбург (Франція), де під час зустрічей з європейськими колегами та представниками Європарламенту обговорювали питання в Міжнародній та Європейській федераціях журналістів щодо захисту свободи слова, політичної та мас-медійної ситуації в Україні. Брала участь у міжнародній конференції «Від державного мовлення до суспільних медіа» та інших регіональних: «Суспільне мовлення: перспективи та виклики», «Запуск суспільного мовлення в Україні: виклики та наступні кроки»; «Реорганізація державних ТРК та створення НСТУ: регіональний вимір»…

## Відзнаки, нагороди
- Заслужений журналіст України(2008).
- Орден княгині Ольги ІІІ ступеня (2012).
- Орден святої великомучениці Варвари.
- Грамота Чернівецької обласної державної адміністрації і Чернівецької обласної ради (2015).
- Почесна грамота Держтелерадіо України (2008).
- Відзнака МВС України «За сприяння органам внутрішніх справ України».
- Почесна грамота Міністерства надзвичайних ситуацій України (2008).
- Грамота Національної ради України з питань телебачення і радіомовлення (2009).
- Подяка Прем'єр-міністра України (2010).
- Почесна грамота Чернівецької обласної ради (2010).
- Грамота Верховної Ради України (2011).